# Bangalore Rural
Bangalore Rural är det distrikt som omfattar förorter och omland till den indiska storstaden Bangalore. Distriktet bildades 1986 när Bangaloredistriktet delades i två delar till följd av befolkningstillväxten.
Enligt 1991 års folkräkning fanns i distriktet 1 673 194 invånare eller 309 inv/km². 22,5 % av invånare var lågkastiga och tillhörde grupperna scheduled castes/scheduled tribes. 
Följande samhällen finns i Bangalore Rural:
- Dasarahalli
- Dod Ballāpur
- Hoskote
- Vijayapura
- Nelamangala
- Devanhalli
- Sūlibele

| Divisioner och distrikt i Karnataka                                                                                     |
| --- |
| Bangaloredivisionen: Bangalore Urban \| Bangalore Rural \| Chitradurga \| Davanagere \| Kolar \| Shivamogga \| Tumakuru |
| Belagavidivisionen: Bagalkot \| Belagavi \| Dharwad \| Haveri \| Gadag \| Uttara Kannada \| Vijayapura                  |
| Kalaburgidivisionen: Ballari \| Bidar \| Kalaburagi \| Koppal \| Raichur                                                |
| Mysurudivisionen: Chamarajanagar \| Chikkamagaluru \| Dakshina Kannada \| Hassan \| Kodagu \| Mandya \| Mysuru \| Udupi |